# Austerlitz (Schiff, 1852)
Die Austerlitz war ein Linienschiff der Hercule-Klasse der französischen Marine. Das nach der Schlacht bei Austerlitz benannte Schiff war das erste Dampfschiff der französischen Marine, das mit einem Propeller ausgerüstet war.